# Juglans ailantifolia
Juglans ailantifolia, el nogal japonés (japonés: 鬼胡桃 (oni-gurumi)), es un árbol de la familia de las Juglandáceas nativo de Japón y la isla rusa de Sajalín.  

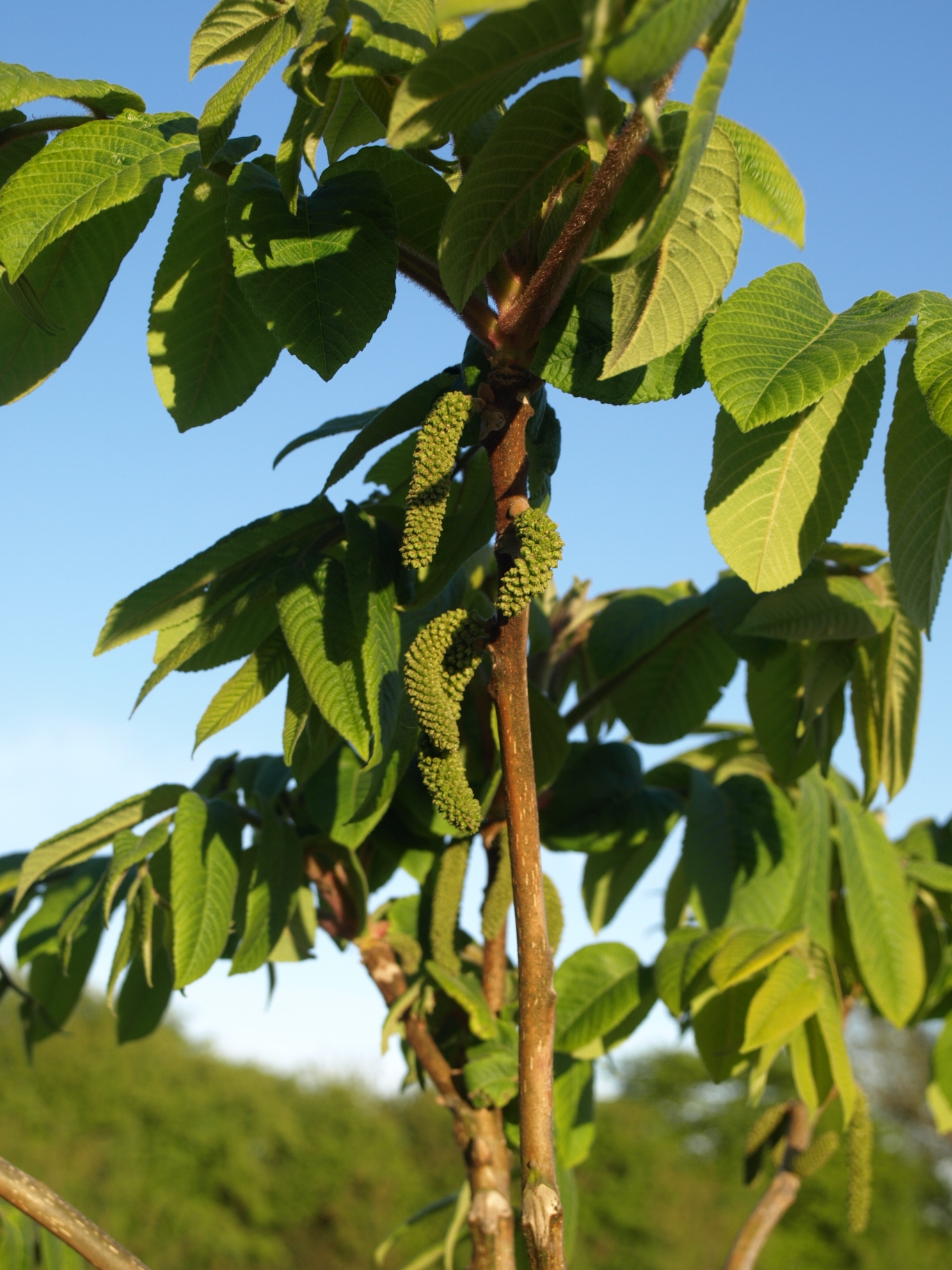
Vista del árbol

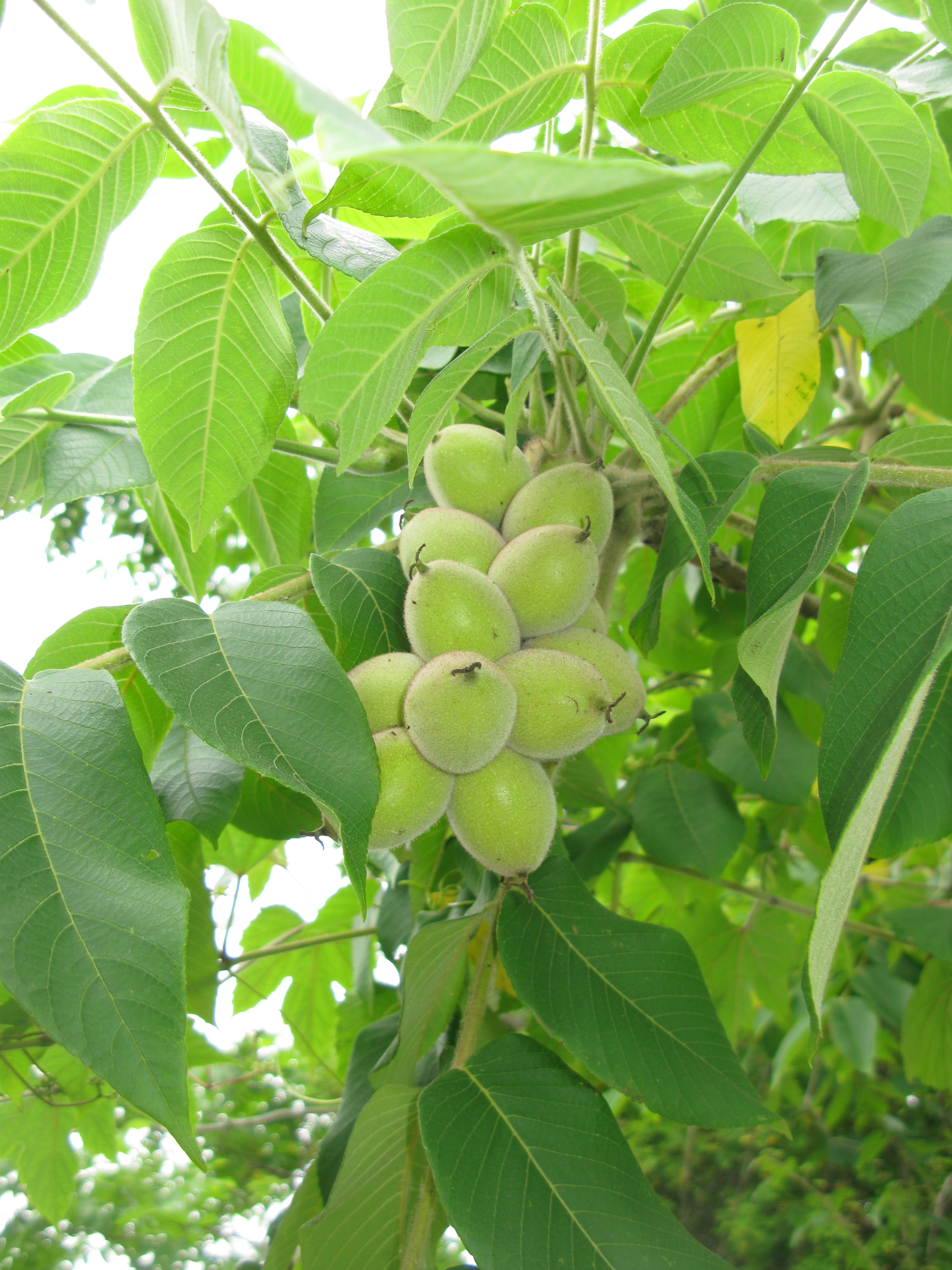
Fruto

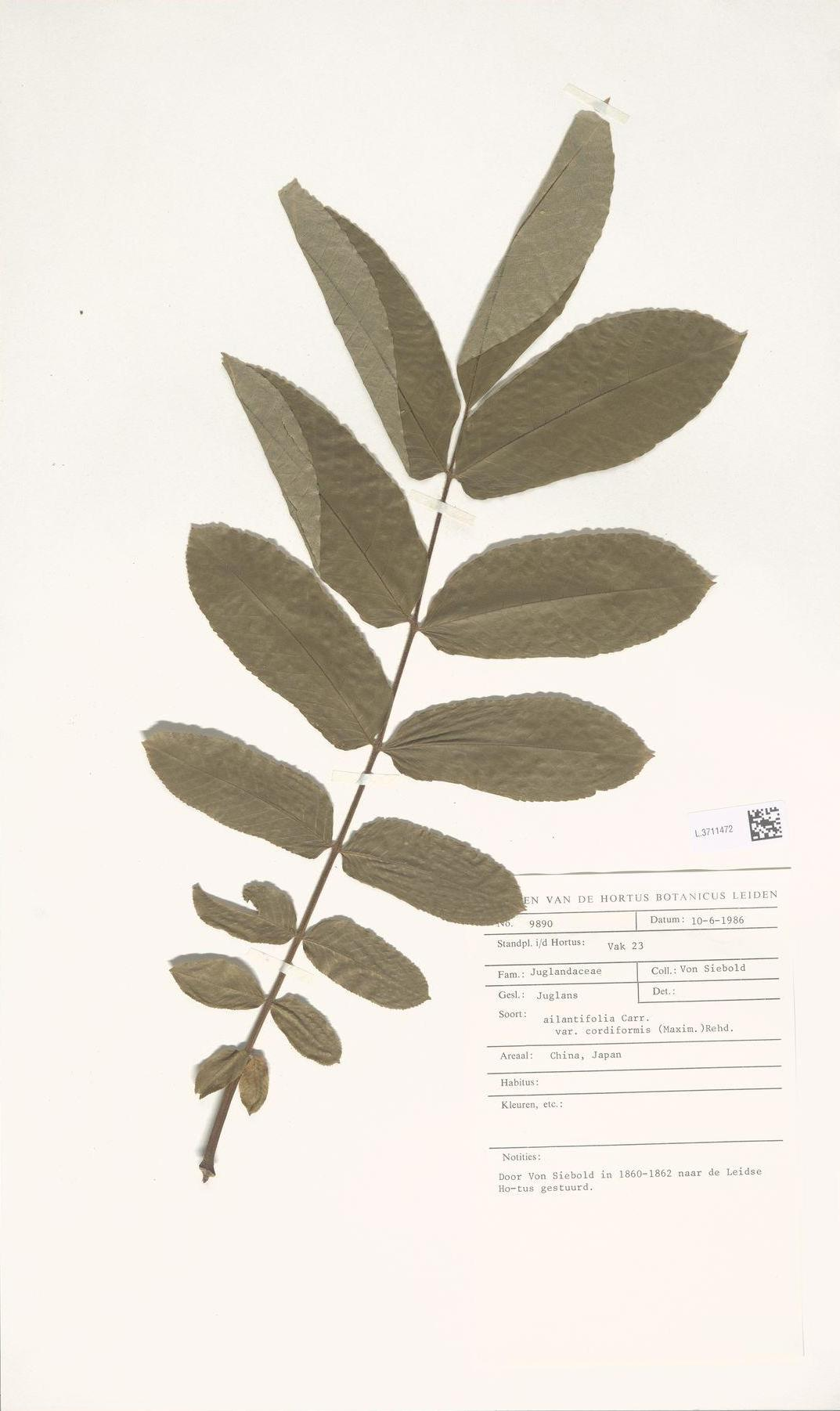
Hoja de herbario, 1823-1829?

## Descripción
Es un árbol caducifolio que alcanza un tamaño de hasta 20 m de altura, raramente 30 m, y el tallo de 40 a 80 cm de diámetro de color gris claro con corteza. Las hojas son pinnadas, de 50-90 cm de largo, con 11-17 foliolos, cada foliolo de 7-16 cm de largo y 5.3 cm de ancho. Toda la hoja es suave-pubescente, y un poco más brillante, más amarillo verde que muchas otras hojas. Las flores masculinas son poco visibles y son amentos de color verde amarillo producidos en primavera, al mismo tiempo que aparecen las hojas nuevas. Las flores femeninas tienen pistilos de color rosa/rojo. El fruto es una nuez que se produce en racimos de 4-10 juntas; la núcula es esférica, de 3-5 cm de largo y ancho, rodeada por una cáscara verde, antes de la madurez a mediados de otoño.

## Usos
Las nueces son comestibles y tienen una textura aceitosa. Las cáscaras también se utilizan para hacer un tinte amarillento.
Las hojas son decorativas y muy llamativas y los atractivos amentos producidos en primavera hacen que sea un excelente árbol ornamental para la siembra en parques y grandes jardines . 
A diferencia de la especie estrechamente relacionada y muy similar Juglans cinerea, el nogal japonés es resistente al cancro de la enfermedad causada por el hongo Sirococcus clavigignenti-juglandacearum. Esto ha llevado a su ser plantado como un reemplazo para los nogales en América del Norte. Las dos especies se hibridan con facilidad; el híbrido resultante Juglans x bixbyi (conocido de otra manera como J. cinera x ailantifolia) es también resistente al cancro y asimismo se plantó como un reemplazo para Juglans cinerea.  El nogal japonés se distingue de Juglans cinerea por sus hojas grandes y las núculas redondas (no ovaladas). 
La madera es ligera y se lleva bien el pulimento, pero es de una calidad muy inferior a la  madera de Juglans regia. A menudo se utiliza para hacer muebles.

## Taxonomía
Juglans ailantifolia fue descrita por Elie-Abel Carrière y publicado en Revue Horticole (Paris) 50: 414, fig. 85–86. 1878.
Etimología
Juglans: nombre genérico que deriva del nombre latíno clásico de la madera de nogal, posiblemente de Jovis, "de Júpiter o Jove", y de glans, una "bellota" o núcula".
ailantifolia: epíteto latíno que significa "con hojas de Ailanthus.
Sinonimia
- Juglans sachalinensis Komatsu
- Juglans sieboldiana Maxim.[4]